# Club de Yates del Lago Mohawk
El Club de Yates del Lago Mohawk (Lake Mohawk Yacht Club en idioma inglés y oficialmente) es un club náutico ubicado en  Sparta (Nueva Jersey), Estados Unidos. 

## Historia
Aunque oficialmente fue inscrito en 1938, funcionaba desde 1933, y su flota Snipe fue aceptada en la SCIRA con el número 10 en 1934, organizando el campeonato estatal de Nueva Jersey en 1936. Esta flota era tan fuerte que su regatista Charles Gabor fue el patrón ganador del Trofeo Hub E. Isaacks en 1938.
Siguiendo los pasos de la flota Snipe, se creó la flota de Lightnings con el número 25 de la ILCA.
Actualmente, además de las históricas flotas de Snipes y Lightnings, también alberga una flota de Lasers.